# Smicridea rara
Smicridea rara är en nattsländeart som beskrevs av Bueno-soria 1979. Smicridea rara ingår i släktet Smicridea och familjen ryssjenattsländor. Inga underarter finns listade i Catalogue of Life.